# Ямпольский, Василий Макарович
Василий Макарович Ямпольский (1907 — 1979) — главный конструктор Электростальского завода тяжёлого машиностроения (1943—1973 гг.), лауреат Государственной премии СССР в области техники 1972 г. за работу «Создание и внедрение технологических процессов и станов винтовой прокатки для производства горячекатаных труб».
Автор патентов:
- Поточная линия для производства сплошных и полых периодических профилей // 487701 (Изобретение относится к обработке металлов давлением и может быть использовано для производства периодических профилей);
- Стан продольной прокатки труб // 458354[3].

До начала работы на Электростальском заводе тяжёлого машиностроения был, в составе коллектива Новокраматорского машиностроительного завода, одним из конструкторов щитов Ø10 м (предназначенных для проходки тоннелей глубокого заложения), которые превзошли во всех отношениях зарубежные аналоги.
Похоронен на кладбище «Тихая роща» в Электростали.